# Bryan Grieg Fry

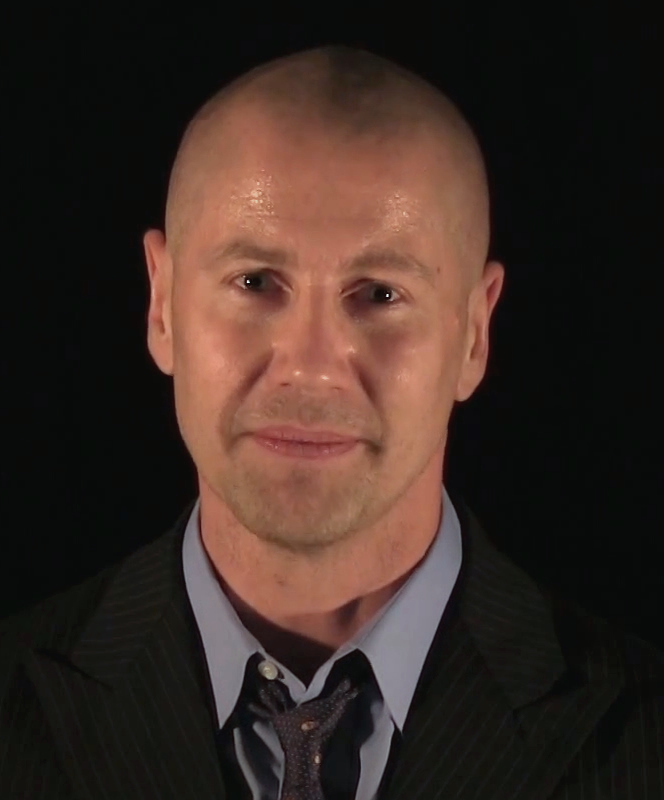
Bryan Grieg Fry, 2014.

Bryan Grieg Fry, född 1970, är en amerikansk biolog. Han har specialiserat sig på  giftormarnas utveckling och är en av världens främsta på detta. Bryan Grieg Fry har blivit biten flera gånger men aldrig så allvarligt att han dött. Han har blivit så hyperkänslig mot vissa ormars gift att om han blir biten igen av en orm är risken stor att han dör.